# Miss Universo 1957
Miss Universo 1957 foi a sexta edição do concurso Miss Universo, realizada em 19 de julho de 1957 no Long Beach Municipal Auditorium, em Long Beach, Califórnia, nos Estados Unidos. Candidatas de 32 países e territórios competiram pelo título. No final do evento, a Miss Universo 1956, Carol Morris, dos Estados Unidos, coroou a peruana Gladys Zender como sua sucessora. Zender, de apenas 17 anos, foi a primeira latina e sul-americana a ser coroada Miss Universo.

## Evento
Esta foi uma edição marcada por polêmicas, reviravoltas e mentiras. Os problemas começaram ao fim de 1956, quando o Universal Studios, um dos patrocinadores, cancelou o patrocínio e a produção do evento. As mulheres que sonhavam em tornar-se uma estrela de Hollywood por meio do Miss Universo perderam essa chance; nem mesmo a estado-unindense Carol Morris, a vencedora do ano anterior, foi poupada e seu contrato foi rescindido seis meses depois, não obtendo mais oportunidades no cinema.
Para muitos, isso era o começo da decadência do concurso. A situação era tão caótica na época que havia especulações se essa não seria a última edição do Miss Universo. Um ano antes, quando as candidatas latinas ficaram todas fora da final, surgiu a acusação de que o resultado era manipulado e ameaças de boicote para 1957 foram feitas, mas acabaram não sendo cumpridas, com apenas o Chile e a República Dominicana se retirando e o Paraguai estreando.
Por outro lado, essa edição viu a aparição da primeira candidata negra, Ginette Cidalise-Montaise, do território francês da Martinica, no Caribe. Fluente em inglês e francês, ela captou a atenção da imprensa pela sua cor e pela elegância natural.
Desde o começo, a Miss Alemanha, Gerti Daub – parecida com a Princesa Grace de Mônaco – se tornou a favorita de público e jornalistas e venceu por unanimidade o prêmio especial de Miss Fotogenia. A Miss Itália causou o primeiro problema aos organizadores, recusando-se a usar os maiôs da Catalina - principal patrocinador - na piscina do hotel onde as misses eram fotografadas e entrevistadas, por considerá-lo feio.
Com as favoritas das Américas até então sendo as misses Brasil, Venezuela, Cuba, Canadá, Uruguai e Porto Rico, Gladys Zender demorou a chegar a Long Beach. Inicialmente ignorada pela imprensa, ela depois foi apelidada de "Miss Socialite", por suas raízes de família rica no Peru. Ela começou a brilhar quando finalmente se apresentou nas passarelas, sendo considerada muito elegante e com uma postura e caminhar perfeitos.
Na noite anterior do concurso, como era tradição na época, foi realizada a final do Miss USA. Leona Gage, Miss Maryland, venceu e juntou-se ao grupo das misses internacionais. Na mesma noite, um telefonema anônimo à direção da organização denunciou que Gage seria casada e teria um filho, o que era terminantemente proibido pelas regras. Ela, inicialmente, negou. No dia seguinte, porém, o fato foi confirmado e ampliado - Gage tinha dois filhos de dois casamentos - o escândalo foi parar nas manchetes e a Miss EUA foi eliminada antes mesmo de competir, sem ter uma substituta. A desclassificação ocorreu muito em cima do desfile final do Miss Universo e a segunda colocada, Charlotte Sheffield, não pode participar. Ela foi enviada para disputar do Miss Mundo meses depois.
Apesar de todas as controvérsias que surgiam, a noite dos desfiles viu o Long Beach Municipal Auditorium lotado, com um Top 5 sendo escolhido entre Peru, Brasil, Inglaterra, Cuba e a popular e favorita Miss Alemanha. Todos esperavam uma vitória fácil de Daub – considerada pelo jornal Los Angeles Herald-Express a "escolha quase unânime entre os fotógrafos da imprensa e os telespectadores americanos" e "um espetáculo de luxo" – e quando ela foi anunciada em 5ª lugar, um grande tumulto e consternação tomou conta do auditório, com vários minutos de vaias ininterruptas sendo dirigidas aos jurados e à organização. A indignação popular foi tanta, que no dia seguinte, a cidade de Long Beach ofereceu à Miss Alemanha uma placa em sua homenagem, que lhe foi entregue pelo próprio prefeito da cidade, considerando-a vencedora moral do concurso.
Ao final, com Zender e a Miss Brasil Terezinha Morango empatadas por pontos dos jurados, cada uma com cinco votos, o desempate coube à pontuação da semifinal, onde Zender levou vantagem e se tornou a primeira Miss Universo latina.
Mas os problemas ainda não tinham acabado. O título de Zender não foi mantido com facilidade, já que, depois de coroada, os organizadores foram informados que ela só tinha 17 anos, abaixo da idade mínima permitida e isso fez com que ela fosse desqualificada a princípio. Sua coroa só foi mantida depois de uma longa reunião entre os diretores do Miss Universe Inc., onde houve até apelo e intervenção do cônsul peruano, que decidiram pela autorização para que Gladys continuasse com a coroa, pois faria 18 anos pouco tempo depois, levando em consideração que no Peru, os cidadãos que tivessem 17 anos e seis meses eram considerados como tendo 18 e sendo maiores de idade.
Para fechar uma das mais confusas e problemáticas edições do Miss Universo, dias depois do concurso também descobriu-se que a terceira colocada, Sonia Hamilton, da Inglaterra, chamava-se na verdade Chynthia Cooper, tinha mais idade (25) que o permitido pelas regras e era australiana.
Os fatos acontecidos nesta edição fizeram com que a organização passasse a ter muito mais atenção na documentação e nas inscrições das participantes dali em diante, criando uma série de exigências adicionais. Ironicamente, todos os escândalos ocorridos, ao invés de destruírem o concurso, chamaram  mais atenção para ele, o que fez com que voltasse muito mais popular no ano seguinte.
Zender voltou ao Peru onde foi recebida com todas as honras mas semanas depois havia sido esquecida pela mídia norte-americana. Quanto à Daub, tornou-se uma celebridade instantânea nos Estados Unidos e na Europa e foi recebida em audiência privada pelo papa Pio XII. Mesmo assim recusou todas as ofertas de Hollywood para fazer carreira no cinema, desprezando uma oferta de US$250.000 dólares da Metro-Goldwyn-Mayer para fazer um único filme, apesar dos constantes apelos dos atores compatriotas Curd Jurgens e Maria Schell e de nomes como Yul Brynner e Sammy Davis Jr, preferindo voltar para Hamburgo onde montou um salão de beleza, por achar que nunca seria uma boa atriz., Numa época em que a revista brasileira Manchete, considerada a que melhor cobria os concursos de Miss Universo em todo mundo e só colocava em suas capas as vencedoras e as brasileiras, Gerti Daub foi a única a ser capa desta revista sem ter vencido nada.

## Resultados
| Colocação          | Candidata |
| ------------------ | --- |
| Miss Universo 1957 | - Peru — Gladys Zender |
| 2.ª colocada       | - Brasil — Terezinha Morango |
| 3.ª colocada       | - Inglaterra — Sonia Hamilton |
| 4.ª colocada       | - Cuba — María Rosa Gamio |
| 5.ª colocada       | - Alemanha — Gerti Daub |
| Top 15             | - Alasca — Martha Lehmann - Argentina — Mónica Lamas - Áustria — Hannerl Melcher - Canadá — Gloria Noakes - Grécia — Ligia Karavia - Itália — Valeria Fabrizzi - Japão — Kyoko Otani - Marrocos — Jacqueline Doreilla - Suécia — Inger Jonsson - Uruguai — Gabriela Pascal |

### Prêmios especiais

#### Miss Simpatia
- Vencedora:  Porto Rico — Mapita Cordero.

#### Miss Fotogenia
- Vencedora:  Alemanha — Gerti Daub.

#### Garota Popular
- Vencedora:  Canadá — Gloria Noakes.

## Candidatas
Em negrito, a candidata eleita Miss Universo 1957. Em itálico, as semifinalistas.
| - Alasca - Martha Lehmann (SF) - Alemanha - Gerti Daub (5°, MF) - Argentina - Mónica Lamas (SF)* - Áustria - Hannerl Melcher (SF) - Bélgica - Janine Honotiau - Brasil - Terezinha Gonçalves Morango (2°) - Canadá - Gloria Noakes (SF, GP) - Sri Lanka - Camellia Rosalia Perera - Coreia do Sul - Park Hyunok - Costa Rica - Sonia Cristina Icaza - Cuba - María Rosa Gamio (4°) - Equador - Patricia Consuelo Benítez - Filipinas - Mary Ann Carmen Philipps Corrales - França - Lisa Simon - Grécia - Ligia Karavia (SF) - Guatemala - Ana Walda Olyslager | - Havaí - Ramona Tong - Inglaterra - Sonia Hamilton (3°) - Islândia - Bryndis Schram - Israel - Atara Barzely - Itália - Valeria Fabrizzi (SF) - Japão - Kyoko Otani (SF) - Marrocos - Jacqueline Doreilla Bonilla (SF) - Martinica - Ginette Cidalise Montaise - México - Irma Arévalo - Paraguai - Lucy Montanero Rivarola - Peru - Gladys Zender Urbina (1°) - Porto Rico - Mapita Mercado Cordero (MS) - Suécia - Inger Jonsson (SF) - Turquia - Guler Sirmen - Uruguai - Gabriela Pascal (SF) - Venezuela - Consuelo Nouel Gómez |

* Classificada com a desqualificação da candidata dos EUA.
- Não competiram a Miss Austrália June Finlayson, a Miss Colômbia Yolanda Pulecio Vélez, a Miss Finlândia Marita Lindahl, que seria eleita Miss Mundo ainda em 1957, e a Miss Holanda Corine Rottschafer.[2]
- Com a desclassificação de Gage antes mesmo de competir e sem uma substituta, esta foi a única vez que os EUA não participaram do Miss Universo.